# 초 목왕
초 목왕(楚 穆王, ? ~ 기원전 614년)은 중국 춘추시대 초나라의 제21대 군주(재위: 기원전 625년 ~ 기원전 614년)이다. 이름은 상신(商臣)이다. 반란을 일으켜 아버지 초 성왕을 폐하고 왕위에 올랐다.

## 생애
기원전 626년에 성왕은 서자인 직(職)을 총애하여 태자 상신을 폐하고 직을 세우려고 했다. 태자의 스승인 반숭(潘崇)이 상신을 충동질하여 반란을 일으키게 했고, 반숭은 군사를 거느리고 궁을 에워싸고 내실로 들어가 성왕에게 자결을 강요하니, 성왕은 핍박을 받고 죽음을 당했다.
상신이 투월초(鬪越椒)를 시켜 동생 직을 죽이고 즉위하니, 목왕이다. 목왕이 즉위하여 성왕의 장례를 치르고 그를 폄하하기 위해 영(靈)으로 시호를 정하려고 했으나, 영 자에는 불명(不冥)의 의미가 있고, 성(成) 자에는 명(冥)의 의미가 있다고 하여 성으로 정하였다.
목왕은 성품이 포악하여 즉위 후 강(江)나라, 육(六)나라, 요(蓼)나라 등 중원으로 진출하는 길목에 위치한 회수(淮水) 유역 소국들을 차례로 정벌하여 멸망시켜 중원 제후들을 위협하는 한편, 중원의 진(陳), 정나라 등을 침입하여 초나라의 영역과 세력 범위를 더욱 넓혔다. 부친을 시해하는 패륜을 저지르기는 했으나 다방면에서 혁혁한 전공을 세워 아들인 초 장왕 시기에 초나라가 제, 진의 뒤를 이어 춘추의 3대 패업(覇業)을 쟁취할 수 있는 발판을 마련했다.

그러나 즉위를 도운 투월초의 투씨(鬪氏) 세력이 강대해져 장왕 초기에 잠시 나라가 혼란해지는 원인이 되었다.
| 전 임 아버지 성왕 웅운 | 제21대 초나라의 군주 기원전 625년 ~ 기원전 614년 | 후 임 아들 장왕 웅려 |